# Cebit

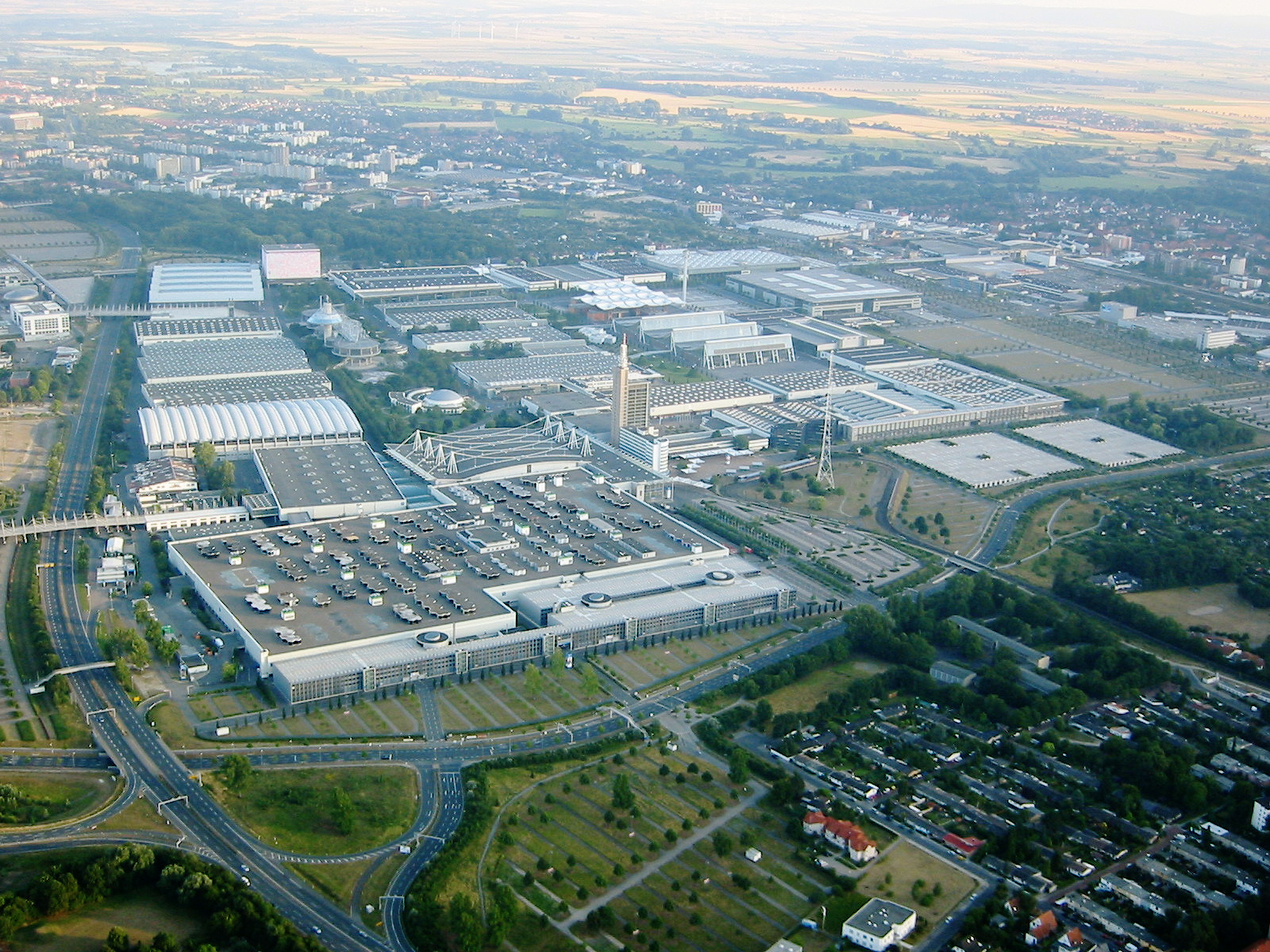
Messegelände, im Vordergrund die „CeBIT“-Halle 1

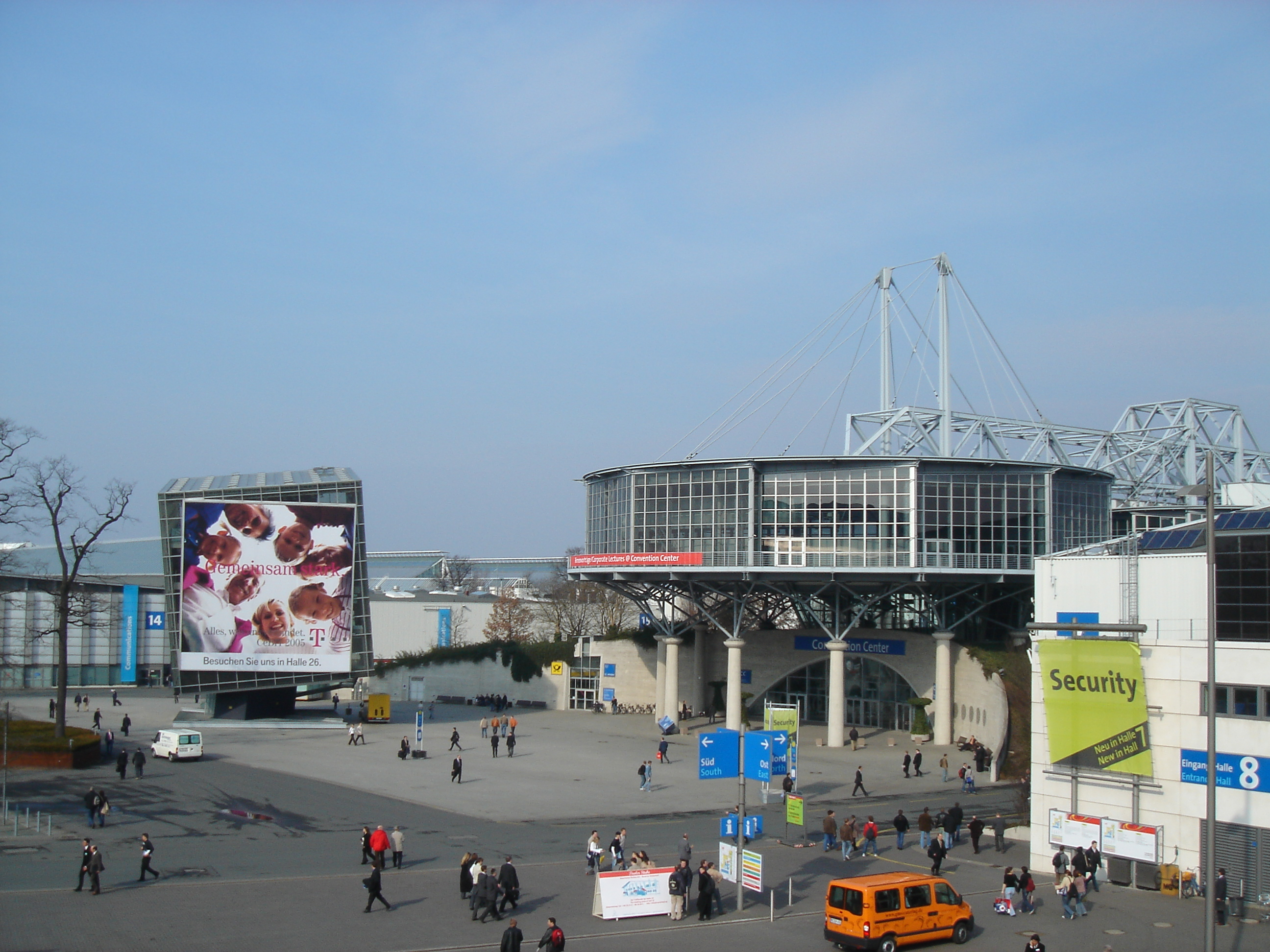
Messeplatz bei der Cebit 2005

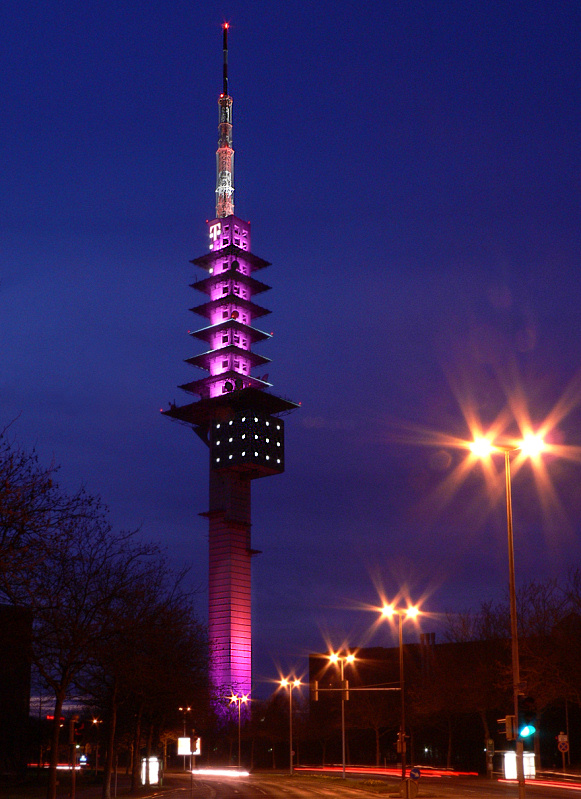
Während der Cebit wurde der Telemax in der Firmenfarbe der Telekom angestrahlt

Die Cebit (Akronym für Centrum für Büroautomation, Informationstechnologie und Telekommunikation, ursprünglich Centrum der Büro- und Informationstechnik; Eigenschreibweise CEBIT, bis 2017 CeBIT) war eine der weltweit größten Messen für Informationstechnik und fand von 1986 bis 2018 jährlich auf dem Messegelände Hannover statt. Veranstalter der Cebit war die Deutsche Messe AG.

## Vorgeschichte

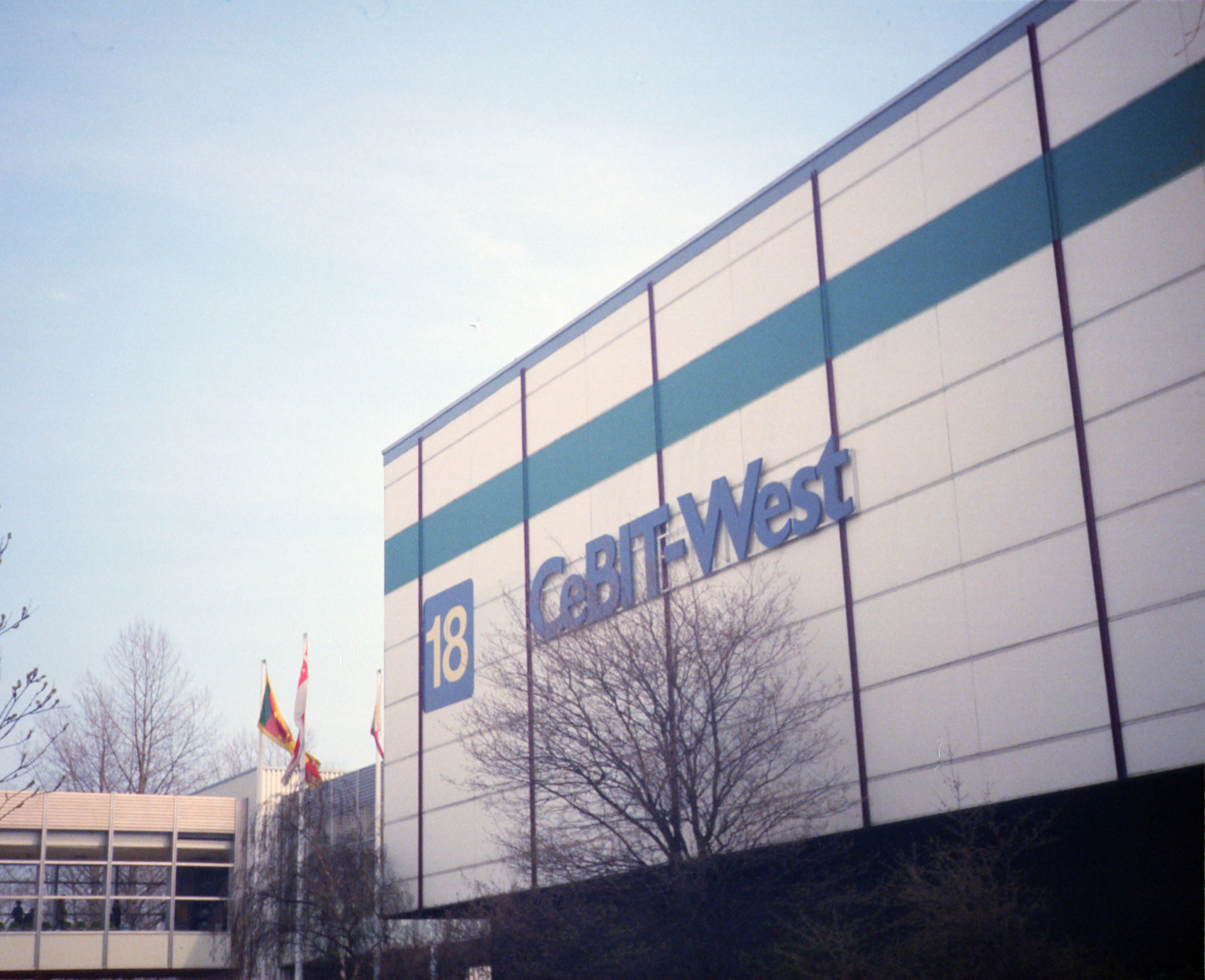
Cebit-Halle 18, 1983

Cebit-Logo bis 2017

Die Hannover-Messe, abgehalten seit 1947, beherbergte bereits seit 1950 den Bereich „Büroindustrie“, der bis 1959 in puncto Ausstellerzahl auf den dritten Platz unter allen ausstellenden Industriezweigen vorrückte.
1969/70 errichtete der Architekt Ernst Friedrich Brockmann die Halle 1 Cebit – „Centrum der Büro- und Informationstechnik“, die 1970 eingeweiht wurde. Diese neu gebaute Halle im Nordosten des Messegeländes wurde als „weltgrößte Messehalle“ 1984 ins Guinness-Buch der Rekorde aufgenommen. Sie bot bis 2007:
- im Tiefgeschoss eine Garage mit Parkplätzen für rund 2.000 Aussteller,
- auf der Ausstellungsebene eine Bruttoausstellungsfläche von 70.300 Quadratmetern[4] und
- auf der Dachebene 750 kleine Fertighäuser, auch Trelemente genannt.[5]

Der größte Aussteller in der Cebit-Halle war 1970 die Firma Olympiawerke aus Wilhelmshaven, der Marktführer der 1970er Jahre. Höhepunkt war die Neuvorstellung der Datenerfassungsmaschine Olympia Multiplex 80. Schnell waren die Platzkapazitäten der Halle 1 erschöpft. Deshalb stellte die Deutsche Messe AG Ende der 1970er Jahre den DV-Ausstellern zusätzlich die Hallen 2 und 18 sowie Anfang der 1980er Jahre die Halle 3 zur Verfügung, doch auch diese Maßnahmen erwiesen sich bald als unzureichend. So gab die Deutsche Messe AG im November 1984 bekannt, von 1986 an jährlich eine „Hannover Messe CeBIT“ im März und eine „Hannover Messe Industrie“ vier Wochen später im April zu veranstalten.

## Geschichte
Am 12. März 1986 wurde die erste Cebit als eigenständige Messe eröffnet. Trotz einiger skeptischer Stimmen wurde sie ein Erfolg mit 2.142 Ausstellern und 334.400 Besuchern. Die erfolgreiche Bilanz war in erster Linie den Anstrengungen von Jörg Schomburg zu verdanken. Überschattet wurde sie vom Tod des Computerpioniers Heinz Nixdorf auf dem Messegelände am 17. März. Im Laufe der Jahre stiegen die Besucherzahlen, insbesondere durch Zulauf des privaten Publikums. Die meisten Besucher kamen in den Jahren 1995 und 2001. Presseberichten zufolge gab es zunehmend Klagen von Ausstellern über Diebstähle, was aber meist den privaten Besuchern angelastet wurde. Dieses Phänomen trug auch dazu bei, dass die Messe ab 2014 nur noch für Fachbesucher geöffnet war.
Seit 1999 wurden auch in anderen Ländern ähnliche Ausstellungen unter dem Markennamen CEBIT von der Deutschen Messe AG unter der Firmierung German Trade Show, Inc. veranstaltet:
- CeBIT Asia, in Shanghai, China
- CeBIT Australia, in Sydney, Australien
- CeBIT Eurasia Bilişim, in Istanbul, Türkei
- Die CeBIT America/USA in New York City[9] fand 2003 und 2004 statt, wurde 2005 abgesagt.[10]
- CeBIT India, in Bengaluru, Indien
- BITS Mexico powered by CeBIT, Mexiko-Stadt.[11]

### Die Jahre bis 1999
- 1994: Die israelisch-schweizerische Firma VocalTec führte erstmals die Voice-over-IP-Telefonie mit „kostenlosen Telefonaten nach Afrika“ vor. Bill Gates kündigte Microsofts nächstes Betriebssystem für das folgende Jahr (1995) an.
- 1995: Bill Gates stellte Windows 95 vor, die Messe erreichte mit 755.000 Besuchern einen ersten Rekord.
- 1998 kamen 670.000 Besucher zur Messe.[12]
- 1999: 7412 Aussteller stellten ihre Entwicklungen aus den Bereichen Informations- und Kommunikationstechnik vor. Es kamen 698.000 Besucher. AOL kündigt eine Internet-Flatrate für Deutschland an. Intel erreichte mit dem neuen Pentium-III-Prozessor die Marke von 800 MHz. Die ersten MP3-Player wurden vorgestellt und Digitalkameras mit einer Auflösung von zwei Megapixeln. Der Millennium-Bug bedrohte viele ältere Systeme.

### 2000
In diesem Jahr stellten 7.515 Unternehmen aus und es fand die Deutschland-Premiere von Windows 2000 statt. Es ging vermehrt um die Sicherheitsfragen der drahtlosen Welt.
Zum ersten Mal wird die Halle 10 im Süden des Messegeländes ebenfalls genutzt. Es gibt einen neuen Online-Service der Deutschen Messe AG: Unternehmen können ihre Pressekonferenzen live im Internet übertragen lassen.

### 2001
Es gab einen neuen Besucherrekord: 830.000 Besucher. E-Commerce wurde immer wichtiger, die neuen PCs haben 1-GHz-Prozessoren. Handys und PDAs werden internetfähig. Breitband wird genutzt, GPRS (General Packet Radio Service) und UMTS (Universal Mobile Telecommunications System) sind die wichtigsten Neuerungen. Es wurden Mehrzweckgeräte gezeigt, die neben digitalem TV auch einen Internetzugang bieten.

### 2002
Die Cebit in diesem Jahr war dadurch gekennzeichnet, dass infolge der Terroranschläge am 11. September 2001 viele US-amerikanische Firmen und Besucher nicht angereist sind.

### 2003
2003 waren 6500 Unternehmen aus rund 60 Ländern angereist, um auf einer Fläche von 360.000 m² in 27 Hallen auszustellen. Vom 12. bis 19. März 2003 kamen 560.000 Besucher, 17 Prozent weniger als im Vorjahr, die Zahl der Geschäftsabschlüsse war dennoch um 10 Prozent höher als im Vorjahr.
Es standen vor allem Neuigkeiten rund um die kommende UMTS-Handygeneration, Mobilität und Breitbandkommunikation im Vordergrund. Ein weiteres Thema war die Sprachsteuerung, wobei besonders die Waschmaschine „Hermine“ von sich reden machte. IT-Sicherheit war in diesem Jahr ebenfalls ein wichtiger Schwerpunkt, ebenso der Bereich Open Source. Im Linuxpark wurden neben den neuen Distributionsversionen Knoppix 3.2 und SuSE Linux 8.2 viele Lösungen rund um den Einsatz freier Software im privaten und geschäftlichen Bereich vorgestellt.
„Cebit-Oscar 2003“
- Intel mit dem „Centrino-Konzept“ für längere Akkulaufzeiten beim Notebook
- „Apple iLife“ Multimedia-Anwendungen unter einer Oberfläche
- Intellon HomePlug 1.0 für einfache Netzwerkanbindung
- Organische lichtemittierende Dioden (OLEDs)
- Microsofts Online-Spieleplattform Xbox Live

„Cebit-Bremse 2003“
„1. TCPA für den Versuch, die Kontrolle über alle PCs zu erhalten“

### 2004

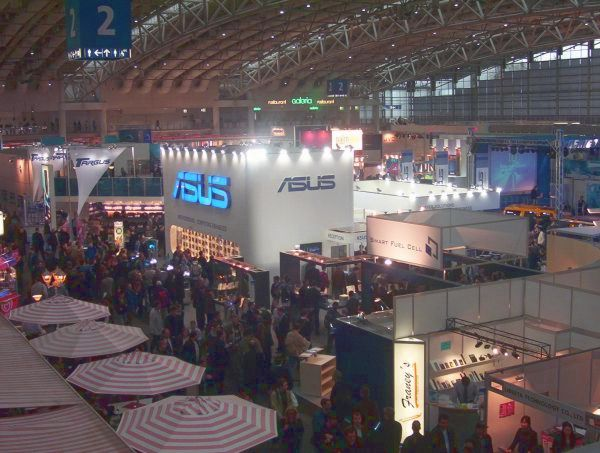
Messehalle 2 (2004)

2004 präsentierten rund 6100 Aussteller aus 64 Ländern sich und ihre Produkte. Schwerpunktthemen waren Wireless LAN, Heimvernetzung, Mobiltelefone und UMTS sowie Digitalkameras.
Gemäß Aussage der Messegesellschaft seien die Erwartungen im Jahr 2004 übertroffen worden. An den sieben Messetagen kamen 510.000 Besucher nach Hannover, 10.000 mehr als man erwartete. Damit ist zwar die Gesamtbesucherzahl erneut gegenüber dem Vorjahr gesunken, die Anzahl der Besucher pro Tag aufgrund der Verkürzung um einen Tag jedoch gestiegen.

### 2005
Die Cebit 2005 vom 10. bis 16. März 2005 hatte mit 6270 Ausstellern einen Zuwachs gegenüber dem Vorjahr zu verzeichnen und hatte etwa 480.000 Besucher, davon 29 % aus dem Ausland. Eines der Schwerpunktthemen war Voice Over IP (Internettelefonie).

### 2006
Die 21. Cebit fand von Donnerstag, 9. bis Mittwoch, 15. März 2006 statt und hatte ca. 450.000 Besucher, davon rund 128.000 ausländische Fachbesucher,
Ein besonderer Höhepunkt war in diesem Jahr die Endrunde des Roboking-Wettbewerbes, der in Halle 27 stattfand. Besondere Neuheiten waren der Origami-Computer und das neue Betriebssystem Windows Vista. Schwerpunkte waren HDTV, RFID und UMTS. Aus Anlass des 20-jährigen Jubiläums wurden in Halle 1 von einigen Ausstellern Geräte aus dem Jahr 1986 gezeigt, um die Fortschritte der Entwicklung deutlich zu machen.
6300 Aussteller (3300 aus dem Ausland aus 70 Ländern, 1700 aus dem asiatisch-pazifischen Raum), 300.000 m². Rahmenprogramm mit rund 30 Sonderpräsentationen und 800 Vorträgen.
50 Computer- und Elektronikfachverlage, Dienstleister aus E-Publishing-Sparte, IT-Lösungen. (Börsenblatt-Online, 7. Februar 2006)
Auf der Sonderschau „Digital Living“ sollten „Lifestyle“-Produkte der Unterhaltungselektronik von rund 100 Teilnehmern vorgestellt werden. Die Digital Living ist auch eine kurzfristige Reaktion der Messe in Hannover auf die Entscheidung der Messe Berlin vom November 2005, die Internationale Funkausstellung (IFA) künftig nicht mehr nur alle zwei Jahre, sondern jedes Jahr zu veranstalten. Die neue Schau in Hannover war in einer eigenen Halle (Halle 27) untergebracht, die Privatbesucher für zehn Euro Eintritt über einen separaten Eingang erreichten. Mit Cebit-Ticket war der Eintritt kostenlos.

### 2007

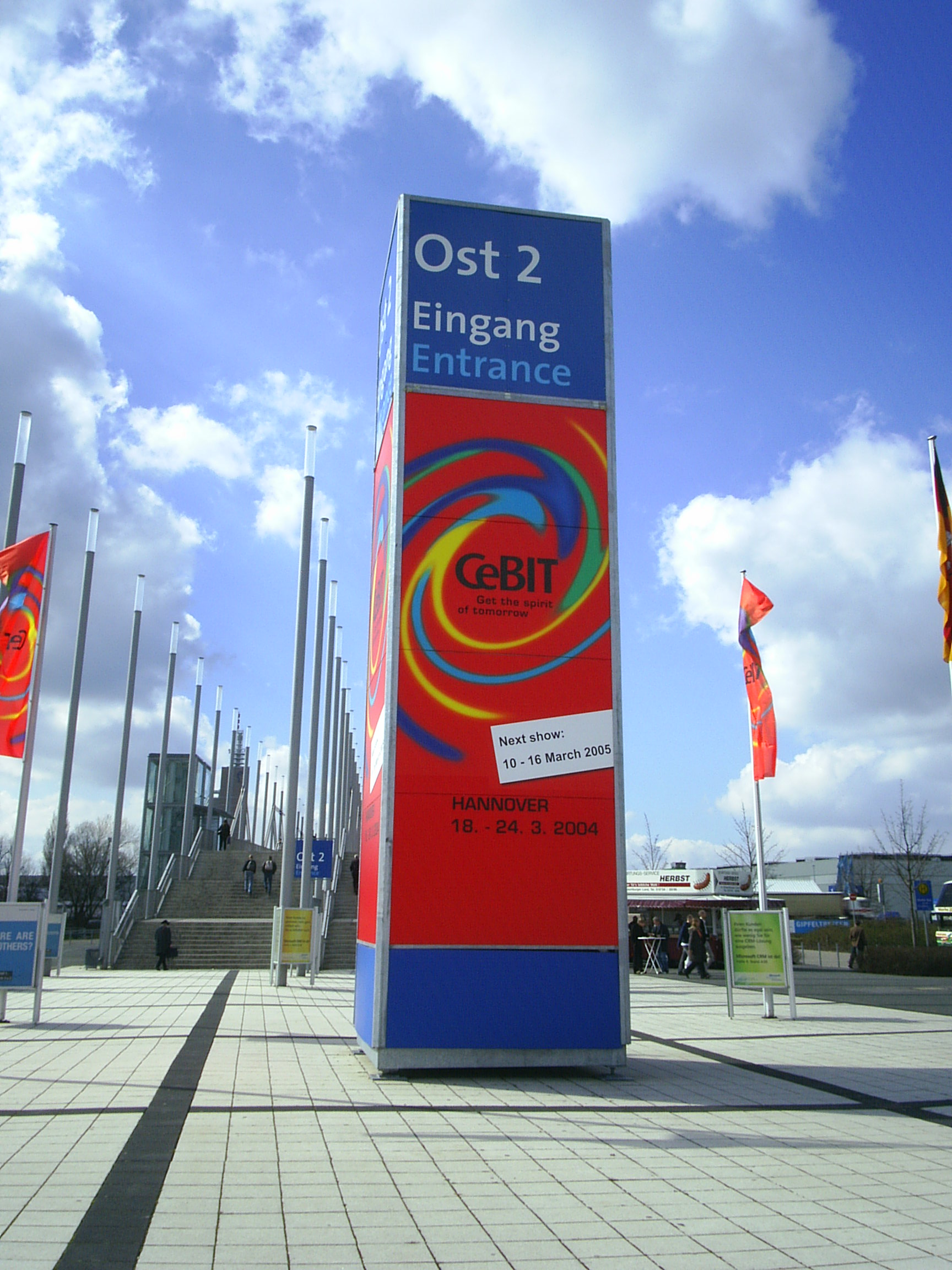
Hinweis-Säule am Ost-Eingang während der Cebit 2004

Die Cebit Hannover fand vom 15. bis 21. März 2007 statt und hatte ca. 480.000 Besucher.
Insgesamt waren 6.059 Aussteller aus 77 Ländern vertreten. Von den Ausstellern stammten 2.748 aus Deutschland und 3.311 aus dem Ausland (größte Anzahl ausländischer Aussteller: Taiwan: 602).
Die inländischen Aussteller beanspruchten für sich eine Ausstellungsfläche von 170.509 m², die ausländischen 86.042 m² (insgesamt somit: 256.551 m²). Partnerland war Russland. Eines der Schwerpunktthemen war das mobile Internet. Darüber hinaus bestand ein hohes Interesse an Navigationslösungen mittels GPS.

### 2008
Die Cebit 2008 fand vom 4. bis 9. März 2008 statt (Dienstag bis Sonntag) und hatte ca. 495.000 Besucher. Insgesamt waren 5.845 Aussteller aus 77 Ländern vertreten. Eines der Schwerpunktthemen war Green IT; erfolgreich war auch der Versuch, weibliche Besucher am Weltfrauentag auf das Gelände zu locken. Partnerland war Frankreich. 2008 blieb erstmals die Halle 1 als Keimzelle der Cebit geschlossen.

### 2009

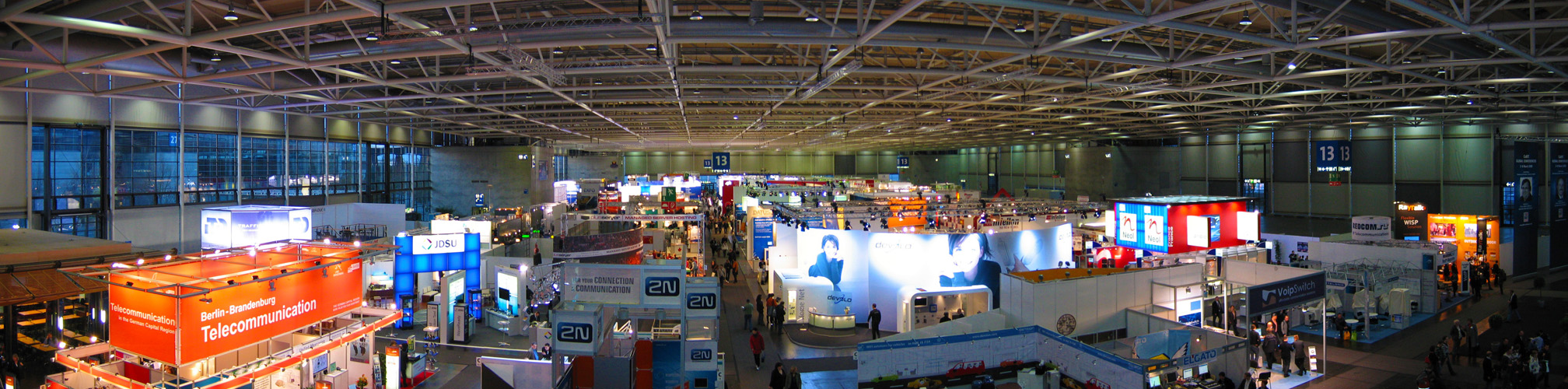
Halle 13 während der Cebit 2009

2009 fand die 24. Cebit vom 3. bis 8. März (Dienstag bis Sonntag) statt. Die Zahl der Aussteller verringerte sich um etwa 1500 auf etwa 4300. Dennoch waren immerhin 69 Länder vertreten. Mit 400.000 Besuchern sank die Besucherzahl im Vergleich zum Vorjahr um etwa 20 Prozent. Als „Partnerland“ diente in diesem Jahr der US-Bundesstaat Kalifornien. Aus diesem Anlass besuchte der Gouverneur Arnold Schwarzenegger Hannover. Besondere Schwerpunkte waren die Themen Webciety und Green IT.

### 2010

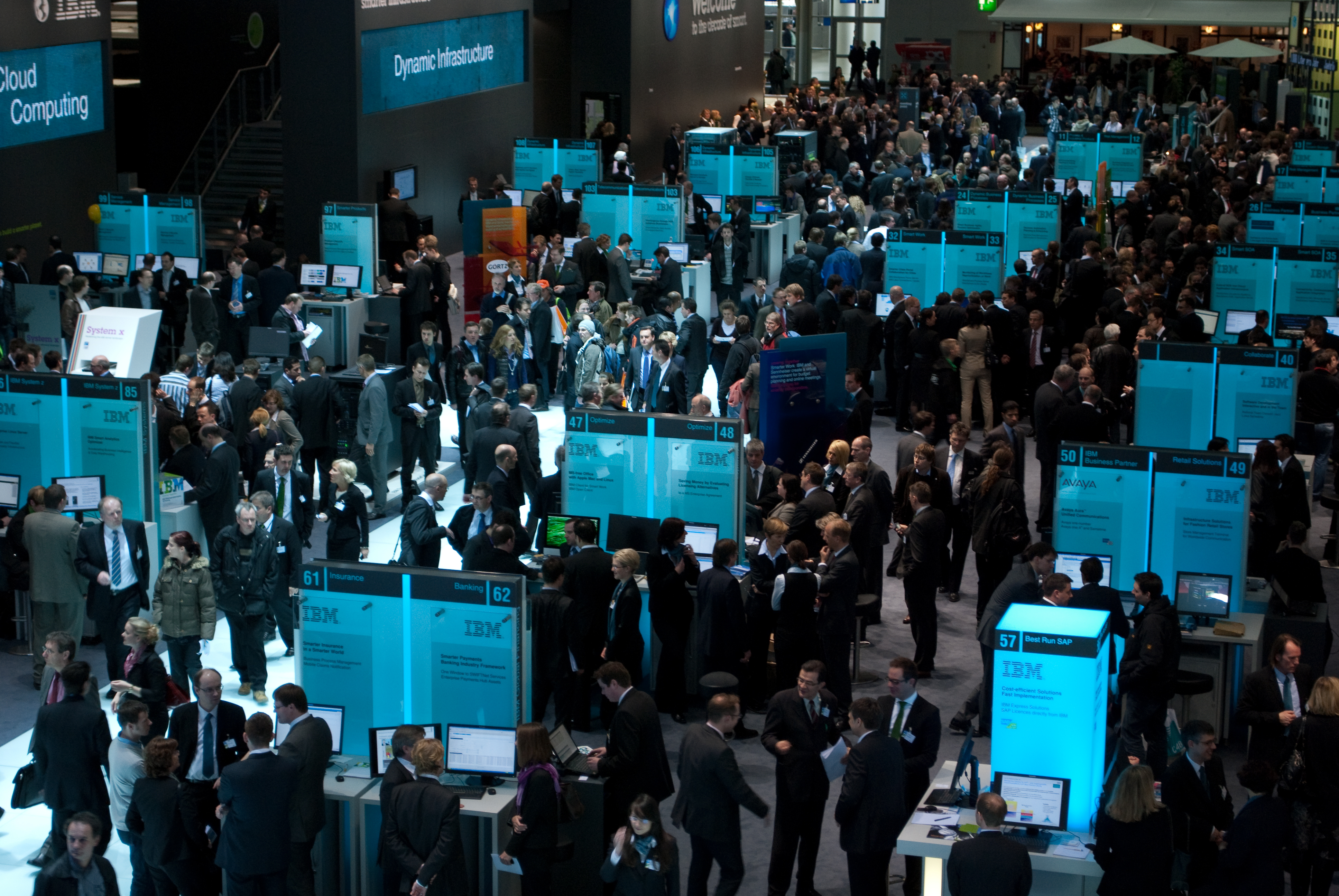
IBM-Stand – 2010

Vom 2. bis 6. März öffnete die Cebit 2010 ihre Tore für Besucher, nachdem sie einen Tag zuvor von Bundeskanzlerin Angela Merkel eröffnet worden war. Diese Cebit stand unter dem Motto „Connected Worlds“ (englisch für „Vernetzte Welten“). Aufgrund der Finanzkrise seit 2007 waren auf der Messe weniger Aussteller vertreten als im Vorjahr. Partnerland der diesjährigen Cebit war Spanien. Schwerpunkte waren 3D-Technik, kompakte Beamer, Green IT, Long Term Evolution und Smartphones. Mit 334.000 Besuchern stieg die Besucherzahl gegenüber dem Vorjahr lediglich im Fünftagesvergleich leicht an. 2010 wurde die Cebit um einen Tag verkürzt. 2010 kamen an fünf Tagen (Di–Sa) 334.000 Besucher, im Jahr 2009 kamen an fünf Tagen (Di–Sa) 322.000, bis zum Sonntagabend über 400.000 Besucher.
Zum Ende der Computermesse 2010 kritisierten mehrere Umweltverbände, dass die Energieeffizienz bei der Entwicklung von IT-Produkten wieder zu wenig beachtet wurde, und die IT-Produkte immer noch nicht mit einer verständlichen Kennzeichnung zum Energieverbrauch versehen würden.

### 2011
Die Messe wurde am 28. Februar von Angela Merkel und dem türkischen Ministerpräsidenten Recep Tayyip Erdoğan eröffnet. Für Besucher war sie vom 1. bis 5. März geöffnet. Partnerland war dieses Jahr die Türkei.
Das Schwerpunktthema der Cebit 2011 war Cloud Computing: „Work and Life with the Cloud“. Insgesamt 339.000 Menschen aus 90 Ländern haben die Cebit 2011 besucht. Das waren 5.000 Besucher mehr als im Vorjahr. 2010 war die Besucherzahl der Computermesse auf den historischen Tiefstand von 334.000 gesunken. Nur die erste Cebit im Jahr 1986 hatte ebenfalls 334.000 Besucher.

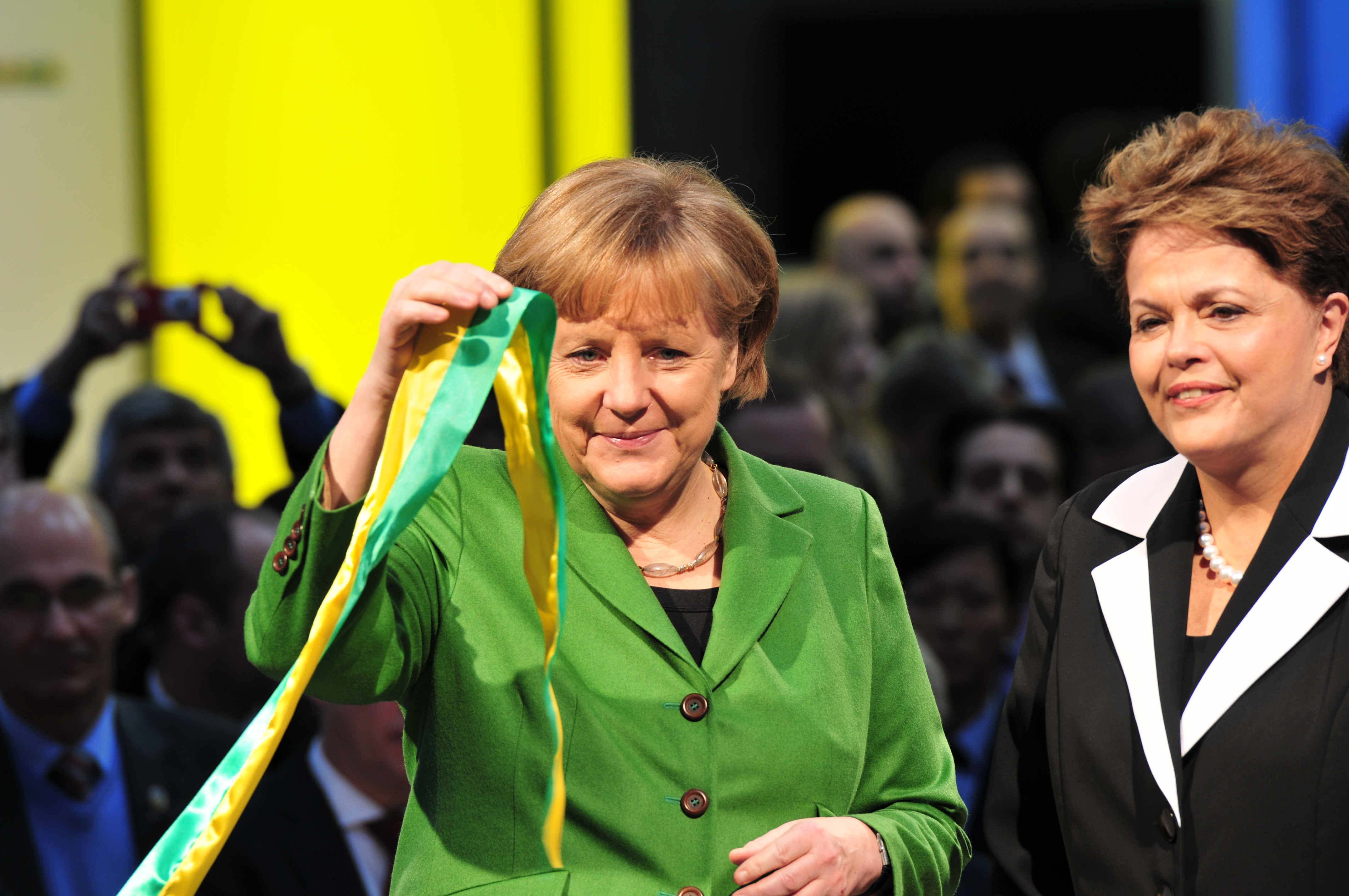
Eröffnung der Cebit 2012 durch Bundeskanzlerin Angela Merkel (links) am Stand von Brasilien, daneben die brasilianische Präsidentin Dilma Rousseff

### 2012
Die Cebit 2012 fand vom 6. bis 10. März statt. Partnerland war dieses Jahr Brasilien, Leitthema war „Managing Trust“. Erstmals seit Jahren erhöhte sich die Ausstellerzahl in diesem Jahr auf über 4.200 Aussteller. Elf Tage vor Messebeginn sperrte der Veranstalter die Halle 9, die den Bereich Cebit lab beherbergen sollte, aufgrund von Sicherheitsmängeln an der Hallenkonstruktion. Die Aussteller mussten auf die Halle 26 ausweichen. Zum ersten Mal wurden auf E-Commerce fokussierte Anbieter in einer Halle gebündelt. Es kamen 312.000 Besucher. Dies war weniger als je zuvor.
Am 8. März wurde von den Organisatoren dazu aufgerufen, Fahrgemeinschaften zur Messe zu bilden. Aufgrund eines Streiks war der öffentliche Nahverkehr in Hannover stark eingeschränkt. Nach dem Vorbild der Roter-Punkt-Aktion sollten Autofahrer animiert werden, Messebesucher mitzunehmen.

### 2013
Die Cebit 2013 fand vom 5. bis 9. März 2013 statt, Partnerland war Polen.
Das Leitthema war „Shareconomy“. Mit diesem Leitthema rückte die Cebit das Teilen und gemeinsame Nutzen von Wissen, Ressourcen und Erfahrungen ins Zentrum. Es war ein weiterer Besucherrückgang um 12 % auf 280.000 zu verzeichnen.

### 2014

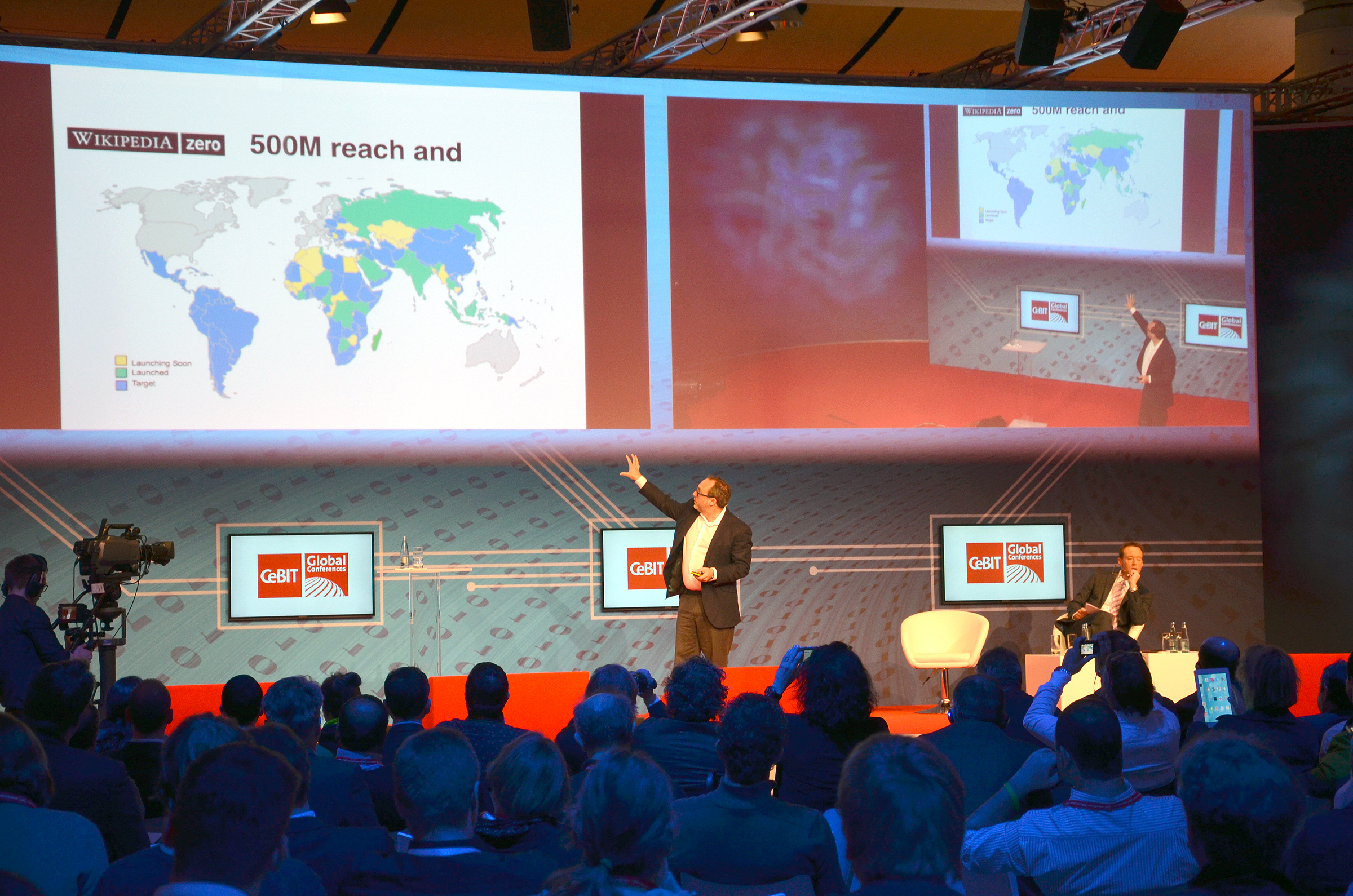
Jimmy Wales 2014 als Sprecher auf der Cebit Global Conferences zu Wikipedia Zero

Die Cebit 2014 fand vom 10. bis 14. März 2014 unter dem Motto Datability statt. Das Kunstwort setzt sich aus dem Branchentrend Big Data und seiner nachhaltigen und verantwortungsvollen Nutzung (Englisch: ability, sustainability, responsibility) zusammen. Dieses Motto hatte eine gewisse politische Brisanz, da die Deutsche Messe AG Großbritannien als Partnerland der Cebit 2014 ernannt hatte: Wegen der von Edward Snowden aufgedeckten Skandale der amerikanischen und britischen Geheimdienste NSA und GCHQ wurden auf der Cebit Debatten zum Umgang mit Datenmengen und ein zunehmender Besucherandrang erwartet. Anfang Juni 2013 gab die Deutsche Messe an, die Cebit 2014 richte sich ausschließlich an Unternehmen und nicht mehr an private Anwender. Neben einer Erhöhung der Eintrittspreise verschob sich durch die Konzentration auf Fachbesucher der Veranstaltungszeitraum auf Montag bis Freitag statt Dienstag bis Samstag. Die Cebit 2014 hatte 210.000 Besucher.

### 2015
Die Cebit 2015 fand vom 16. bis 20. März 2015 unter dem Motto D!conomy statt. Das für das Motto geschaffene Kunstwort setzte sich aus „digital“ und „economy“ zusammen; dabei wurde das i durch ein Ausrufezeichen ersetzt, was einem auf den Kopf gestellten i gleicht. Diese Schreibweise sollte sowohl den umwälzenden als auch den auffordernden Charakter des Mottos unterstreichen. Der Untertitel lautete „Die vierte industrielle Revolution, die radikale Innovationen und disruptive Geschäftsmodelle hervorbringen wird.“ Das Leitmotto der Cebit 2015 betonte die weiteren Veränderungen, die IT und Digitalisierung auf Wirtschaft und Gesellschaft haben werden. Die Messe verzeichnete 221.000 Besucher, was einen Anstieg von 6 Prozent ausmachte, sowie 3.300 Aussteller aus 70 Ländern. Das Partnerland war die Volksrepublik China.

### 2016
Die Cebit 2016 fand mit 3.300 Ausstellern und gut 200.000 Besuchern vom 14. bis zum 18. März unter dem Motto „Global Event for Digital Business“ statt. Die Cebit wollte damit die globale Komponente hervorheben und ihren Status als Businessmesse unterstreichen. Partnerland war die Schweiz.

### 2017
Die Cebit 2017 fand vom 20. bis 24. März unter dem Motto „d!conomy – no limits“ statt. Erneut waren um die 200.000 Besucher zu vermelden, die Zahl der Aussteller ging um ca. 10 % auf 3.007 zurück. Partnerland war Japan.

### 2018
Die Cebit 2018 fand vom 11. bis 15. Juni statt und damit erstmals im Frühsommer anstatt (wie traditionell) im März. Die Eigenschreibweise der Messe wurde von CeBIT auf CEBIT geändert. Sie begann mit einem reinen Pressetag am Montag und endete mit einem Publikumstag am Freitag. Zudem erhielt die Messe einen „Eventcharakter“. So begleiteten beispielsweise Konzerte die Veranstaltung. Mit etwa 120.000 Besuchern wurden 80.000 Gäste weniger als im Vorjahr empfangen. Zudem sank die Zahl der Aussteller leicht von über 3000 auf etwa 2800. Dazu trug bei, dass die Anfang Juni stattfindende Computex in Taiwan zum Ausbleiben einiger Aussteller aus Asien führte.

## Einstellung der Cebit

Entwicklung der Besucherzahlen auf der Cebit

Aufgrund zurückgehender Aussteller- und Besucherzahlen verkündete die Deutsche Messe AG am 28. November 2018, die Cebit einzustellen: „CEBIT Hannover wird abgesagt. Angesichts rückläufiger Flächenbuchungen für die CEBIT 2019 bereinigt die Deutsche Messe ihr Veranstaltungsportfolio.“ Insbesondere die Besucherzahlen waren seit dem Jahr 2000 fast kontinuierlich zurückgegangen und 2013 unter das Niveau von 1986 gefallen. Die für den 24. bis 28. Juni 2019 geplante Cebit 2019 wurde daraufhin abgesagt. Die erstmals für März 2019 geplante Cebit Russia im Innovationszentrum Skolkowo bei Moskau wurde zunächst auf Juni 2019 verschoben und schließlich auch abgesagt.

## Cebit Home
Die Cebit Home war eine auf Produkte für den Heimanwender spezialisierte Abspaltung der Cebit. Sie fand nur zweimal, in den Jahren 1996 und 1998, jeweils im Herbst in Hannover statt und hatte in der Erstauflage ca. 200.000 Besucher und beim letzten Mal ca. 180.000 Besucher. Aufgrund der Expo 2000 sollte sie im Jahr 2000 nach Leipzig verlegt werden, wurde mangels Ausstellerinteresse jedoch abgesagt. Unter anderem hatte Sony angekündigt, die PlayStation 2 nicht wie geplant auf der Cebit Home 2000 vorzustellen.

## Cebit Global Conferences
Seit 1992 begleitete ein Konferenzprogramm die Cebit, ursprünglich „Firmenvorträge“ genannt. Seit 2008 firmierte es als „Cebit Global Conferences“. An fünf Tagen gaben die Cebit Global Conferences parallel zur Cebit einen Überblick über die wichtigsten Kernmärkte der digitalen Welt. In ausgesuchten Keynotes, Talks und Panels diskutierten Sprecher aus Industrie und Politik aus aller Welt auf drei Bühnen aktuelle Trends, Innovationen sowie die Auswirkungen auf Arbeit und Gesellschaft. Veranstalter war die Deutsche Messe AG. Seit 2009 war der Wirtschaftsverband BITKOM Schirmherr der Konferenz. 2014 hatten die Cebit Global Conferences 3000 Besucher, 70 Stunden Konferenzprogramm und 140 Sprecher gehabt. Die Konferenz richtete sich an CxOs, Führungskräfte, Experten und Querdenker. Konferenzsprachen waren Englisch und Deutsch. Unter den Sprechern waren, beispielsweise 2014, Steve Wozniak, Jimmy Wales, Jewgeni Kasperski, Mark Shuttleworth, Neelie Kroes, Dean Douglas, Cristina Riesen und Mikko Hyppönen.

## Social Business Arena @ Cebit

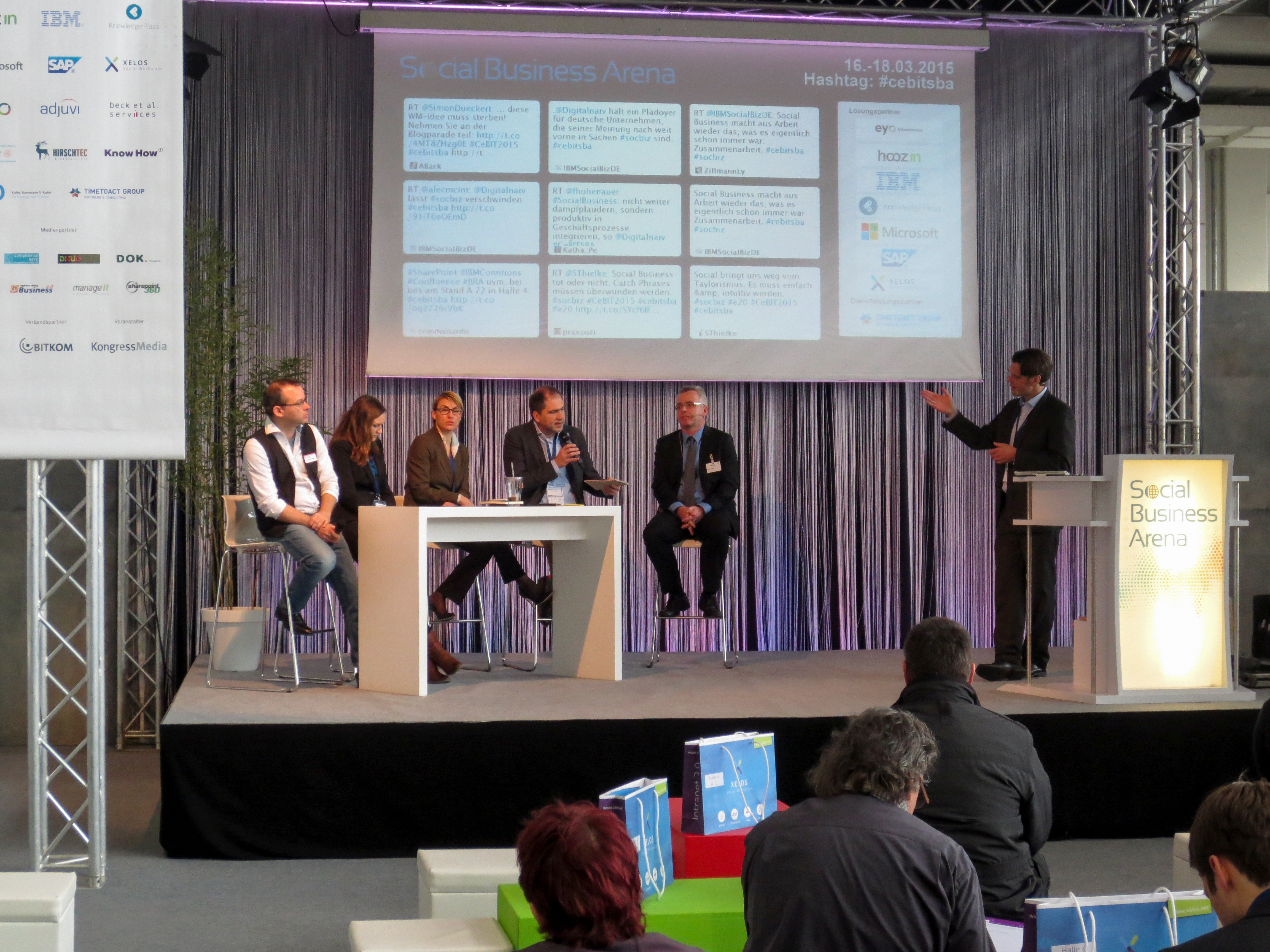
Die Social Business Arena mit einer Diskussion zur Frage „Quo vadis Social Collaboration?“, 2015

2014 wurde das erste Mal die Social Business Arena als öffentliche Fachkonferenz durchgeführt. Im Rahmen der Social Business Arena unter dem Motto „Social als Wegbereiter der Digitalen Transformation“ standen weniger die Anbieter und ihre Produkte im Vordergrund. Sie sollte vielmehr durch ein breit gestreutes Rahmenprogramm spezifische und wichtige Aspekte der Anbieter und Nutzer von Social Business Collaboration oder Social Software diskutieren und nahe bringen. Die Social Business Arena fand nicht während der ganzen Woche der Cebit statt.

## Cebit-Sonderprogramme
Zur Cebit sendete NDR 1 Niedersachsen auf der Frequenz 90,9 MHz täglich zwischen 8:00 und 19:00 Uhr (Freitag bis 17:00 Uhr, Samstag und Sonntag bis 17:30 Uhr) ausführliche Informationen rund um die Messe unter dem Titel Messejournal. Dazu wurde das fest installierte Messestudio des NDR auf der Nordwestseite der Halle 17 genutzt. Auch der Fernsehsender messelive.tv berichtete in täglichen Sendungen von der Cebit.
Außerdem strahlte über einige Jahre O2 zur Cebit das Messeradio FM O2 107.4 auf der Frequenz 107,4 MHz vom Telemax aus. Täglich wurde während der Messe 24 Stunden rund um die Uhr überwiegend über die Cebit berichtet, sowie ein Mix aus Musik, Entertainment, News und Business-Themen gesendet. Wegen des hohen Sendestandorts reichte der Empfang bis in den Harz, allerdings störte dort Radio Lippe, das ebenfalls auf 107,4 MHz sendet.